# Too Cold (canción de Vanilla Ice)
«Too Cold» es el primer sencillo del rapero Vanilla Ice. Fue la primera versión llamado Ice Ice Baby metalero.

## Video musical
Aparecen los otros miembros como Scott Borland, Sonny Mayo de Snot, Doug Ardito de Puddle of Mudd, Shannon Larkin y DJ Swamp durante un concierto nocturno.
- Datos: Q6148898